# Megalochlamys tanzaniensis
Megalochlamys tanzaniensis är en akantusväxtart som beskrevs av K. Vollesen. Megalochlamys tanzaniensis ingår i släktet Megalochlamys och familjen akantusväxter. Inga underarter finns listade i Catalogue of Life.